# Плотина

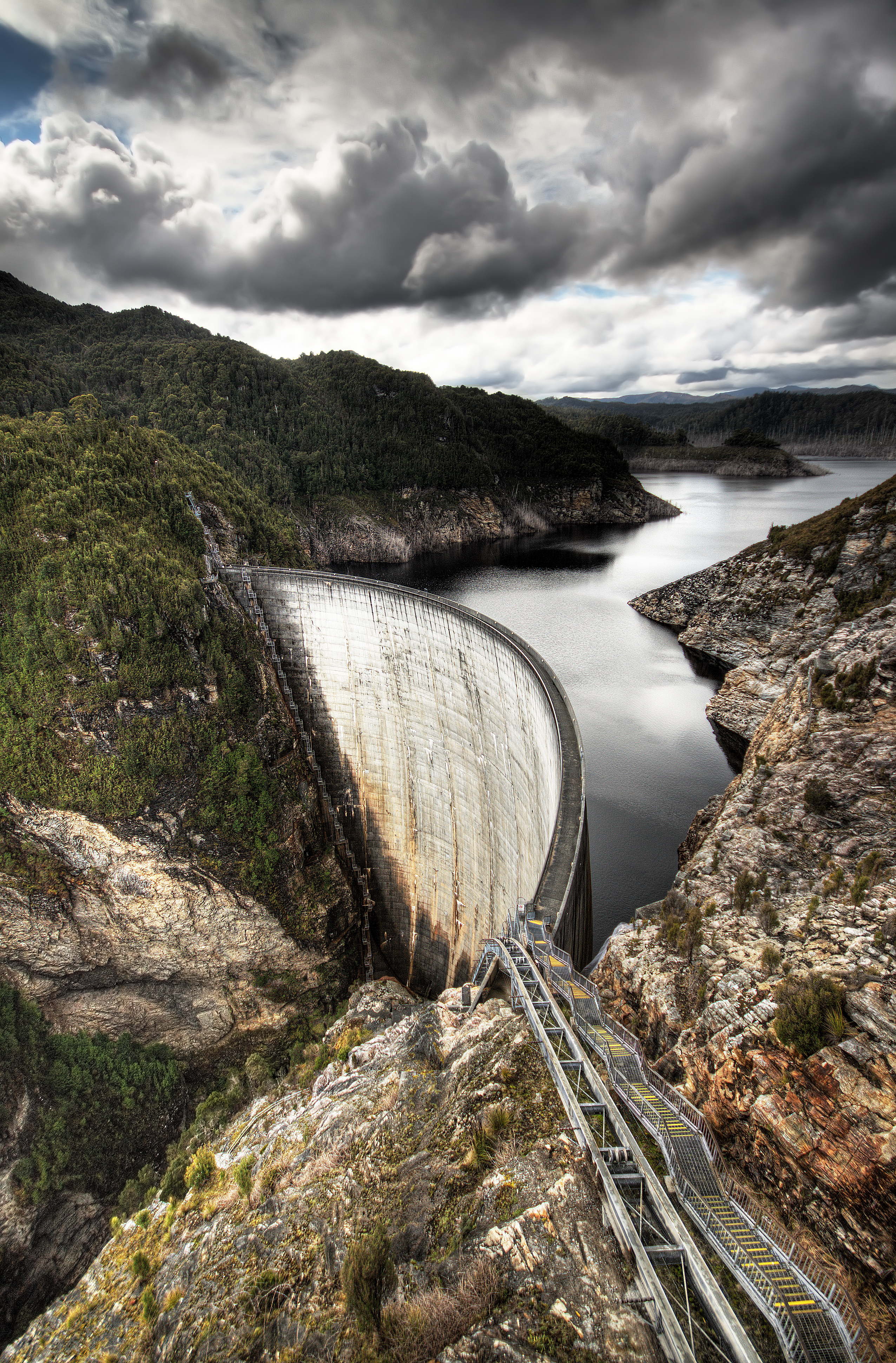
Плотина на озере Гордон

Плоти́на — гидротехническое сооружение, перегораживающее водоток для подъёма уровня воды, также служит для сосредоточения напора в месте расположения сооружения и создания водохранилища.
Плотины на небольших водотоках, а также временные, называют также запрудами.

## Назначение

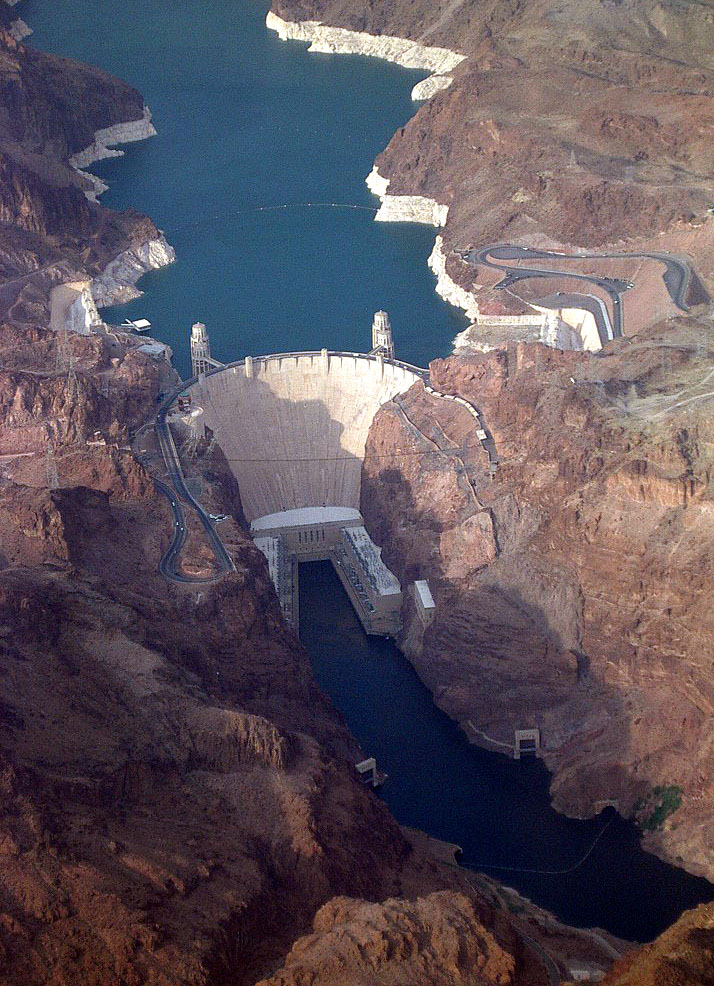
Плотина Гувера в Неваде

Обычно плотины входят в комплекс гидротехнических сооружений (гидроузел), сооружаемый в конкретном месте для использования водных ресурсов в различных целях: мелиорации, гидроэнергетики, обводнения пастбищ и прочего. Чаще плотины входят в группу речных гидротехнических сооружений (чем в группу внутрисистемных, расположенных на каналах). Если при этом комплекс сооружений связан с забором воды из реки, то его называют водозаборным гидроузлом.
В общем случае состав гидроузла, где располагают плотины, следующий:
1. Собственно сами плотины (водопропускные или глухие);
2. Головной водозаборный регулятор или водоподъёмная установка;
3. Сооружения гидроэлектростанций;
4. Судоходные шлюзы, бревноспуски;
5. Сооружения по борьбе с наносами (отстойники, промывники, струенаправляющие системы);
6. Рыбоходы и рыбоподъёмники;
7. Водослив;
8. Берегоукрепительные и выправительные сооружения (дамбы).

По назначению плотины бывают водохранилищные, водоопускающие и водоподъёмные. Подпор уровня воды у водоподъёмных плотин невысок, целью устройства таких плотин является улучшение условий водозабора из реки, использования водной энергии и пр. Водохранилищные плотины отличаются заметно большей высотой, как следствие, большим объёмом создаваемого водохранилища. Отличительной особенностью больших водохранилищных плотин является способность регулировать сток, малые плотины, с помощью которых создают, например, пруды, сток не регулируют. Чаще всего подобное функциональное разделение плотин на водохранилищные и водоподъёмные является условным, в силу трудности определения более важной функции. Вместо этого может использоваться деление плотин по высоте подъёма воды: низконапорные (глубина воды перед плотиной до 15 м), средненапорные (15-50 м), высоконапорные (более 50 м).
Поперек рек и речек плотины устраиваются с целью поднять уровень воды и образовать искусственный водопад, которым пользуются как механической силой или же чтобы сделать мелкие реки судоходными и распространить судоходство и сплав далее вверх по течению реки.
Ручьи, балки, овраги и ложбины заграждаются плотинами для задержания в них дождевых и снеговых вод, образующих пруды и резервуары, запасами которых пользуются в сухое время года для орошения полей, для водопоя и других потребностей в домашнем хозяйстве или же для водоснабжения населенных мест, для питания судоходных каналов, а также для пропусков воды в реки при недостаточной глубине их для судоходства (реки Мста, Верхняя Волга и другие).

Плотины вдоль рек возводятся для направления течения соответственно потребностям судоходства, а по берегам рек, озёр и морей — для предохранения от наводнений и для предупреждения вторжения морских вод внутрь страны.

Арочно-гравитационная плотина в Сальвадоре, 1977

## Классификация плотин

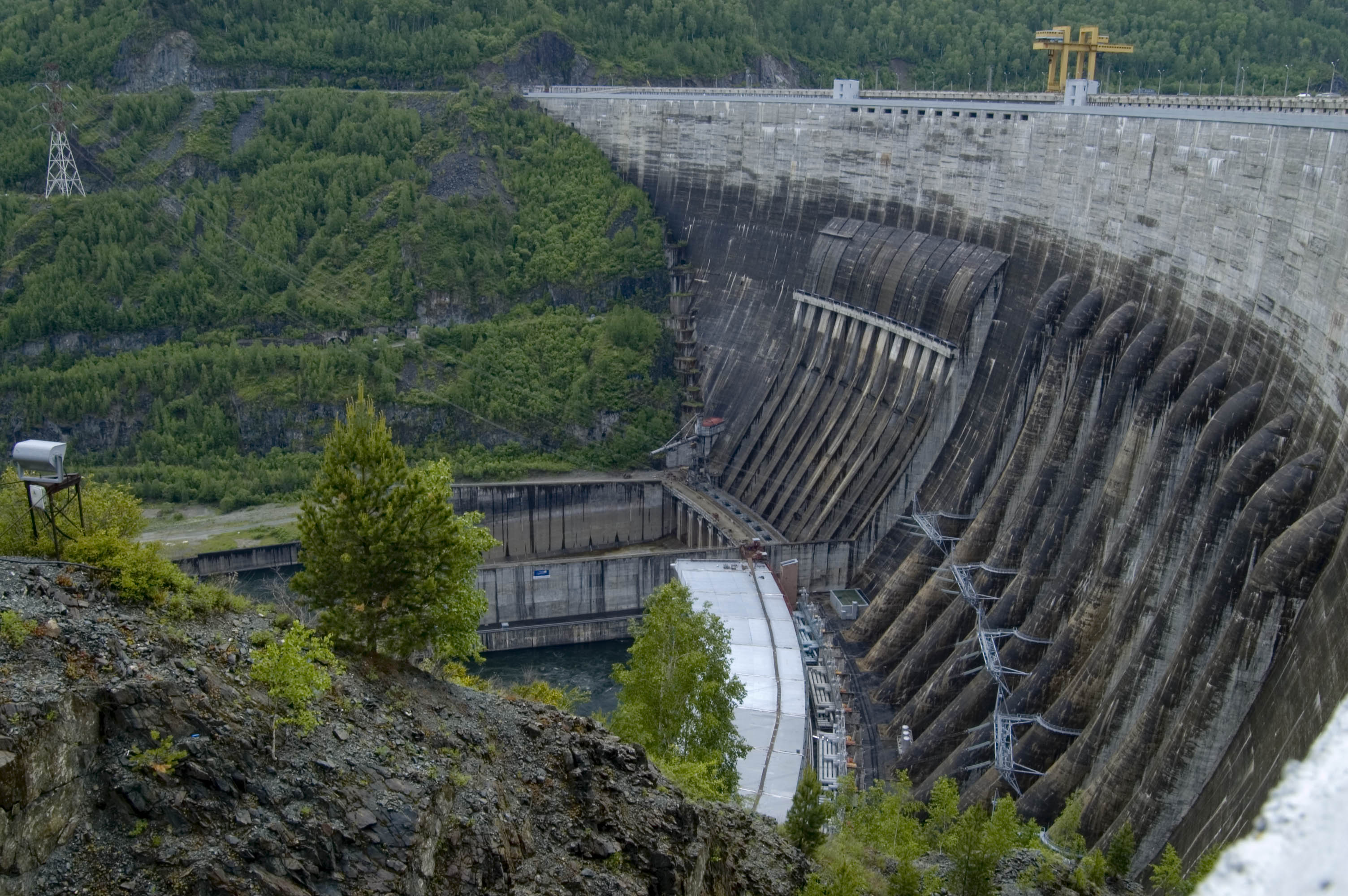
Плотина Саяно-Шушенской ГЭС

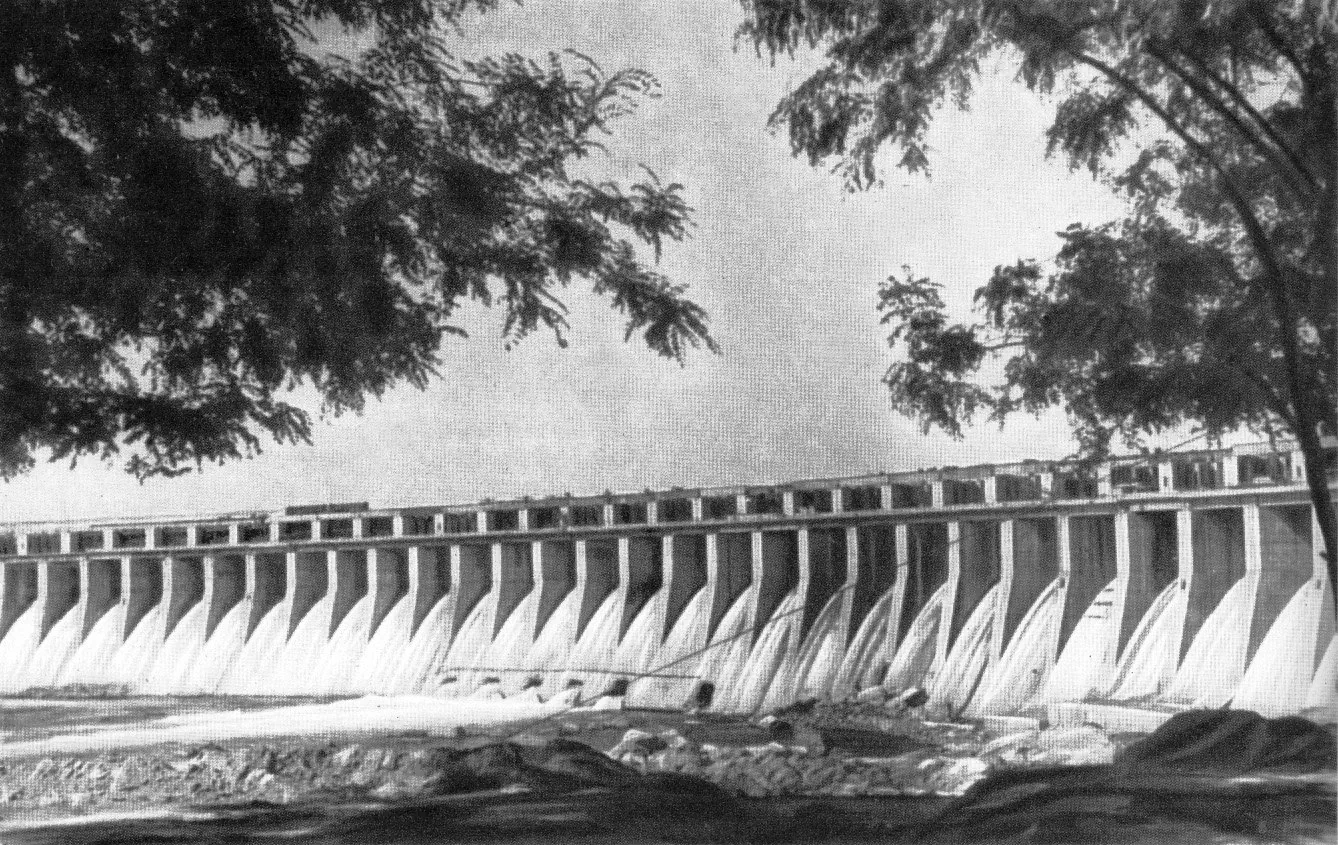
Плотина ДнепроГЭСа, 1947

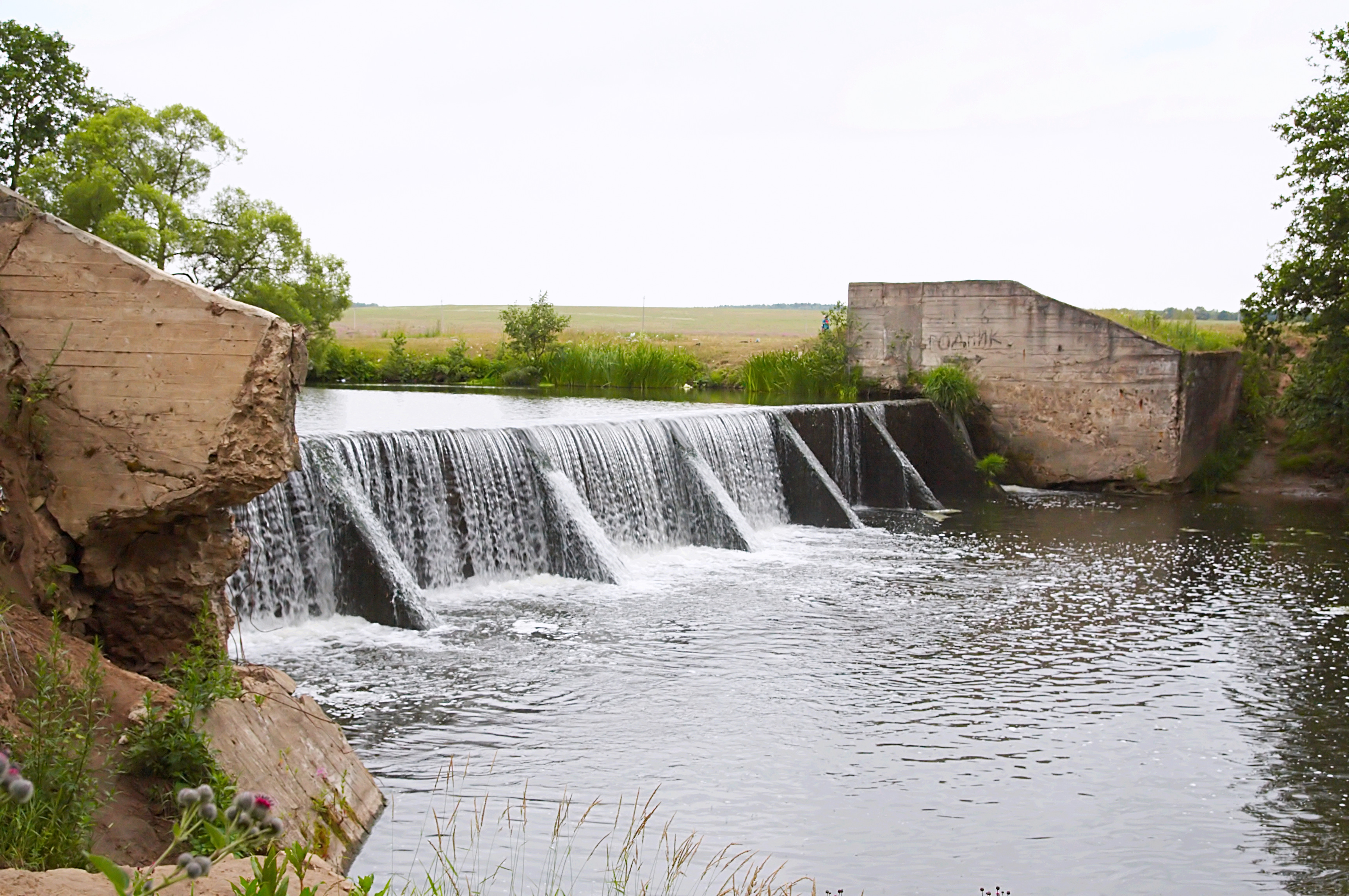
Плотина на Рожайке

Тип и конструкция плотины определяются её размерами, назначением, а также природными условиями и видом основного строительного материала. Плотины различаются по типу основного материала, из которого они возводятся, по назначению и по условиям пропуска воды.

### По типу материала
По типу основного материала различают плотины:
- грунтовые➤
- бетонные
- металлические
- тканевые
- деревянные
- железобетонные
- габионные

### По способу возведения
- насыпные
- намывные
- направленного взрыва

### По способу восприятия основных нагрузок
- гравитационные➤
- арочные➤
- контрфорсные➤
- арочно-гравитационные➤

### По условиям пропуска расхода воды
- глухие (не допускают перелива воды через гребень)
- водосбросные
- фильтрующие (пропуск воды осуществляется через тело плотины)
- переливные (катастрофического действия)
- разборные

## История

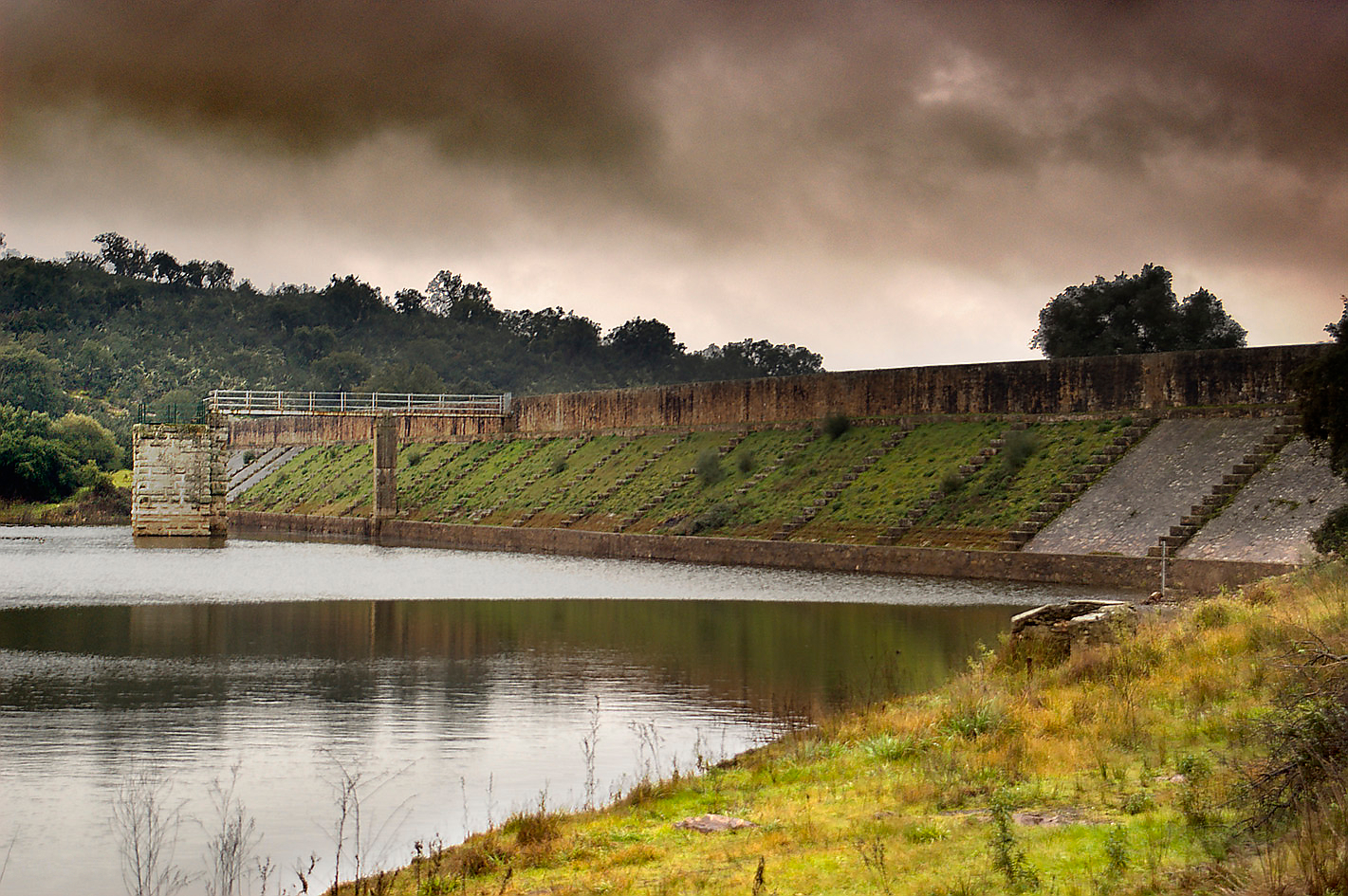
Римская плотина Корналво, Эстремадура, Испания, 1-2 век н. э.

Искусство возведения плотин известно уже с глубокой древности. О водоподъёмных плотинах упоминает Геродот. Абу-л-Фида сообщает о плотине, построенной персами для отвода воды от города Тостара. Аббас I Великий соорудил близ Кашана каменную плотину длиной 36 метров, высотой 16 м и толщиной 10 м, снабженную у подошвы каналом для пропуска воды. Наконец, в древние времена строились также весьма большие плотины для ограждения местностей от наводнений, например, арабами во II столетии н. э. Подобные же работы, по рассказу Абу-л-Фиды, предприняты были Александром Македонским для предупреждения разлива озера Кадис близ сирийского города Эмесы.

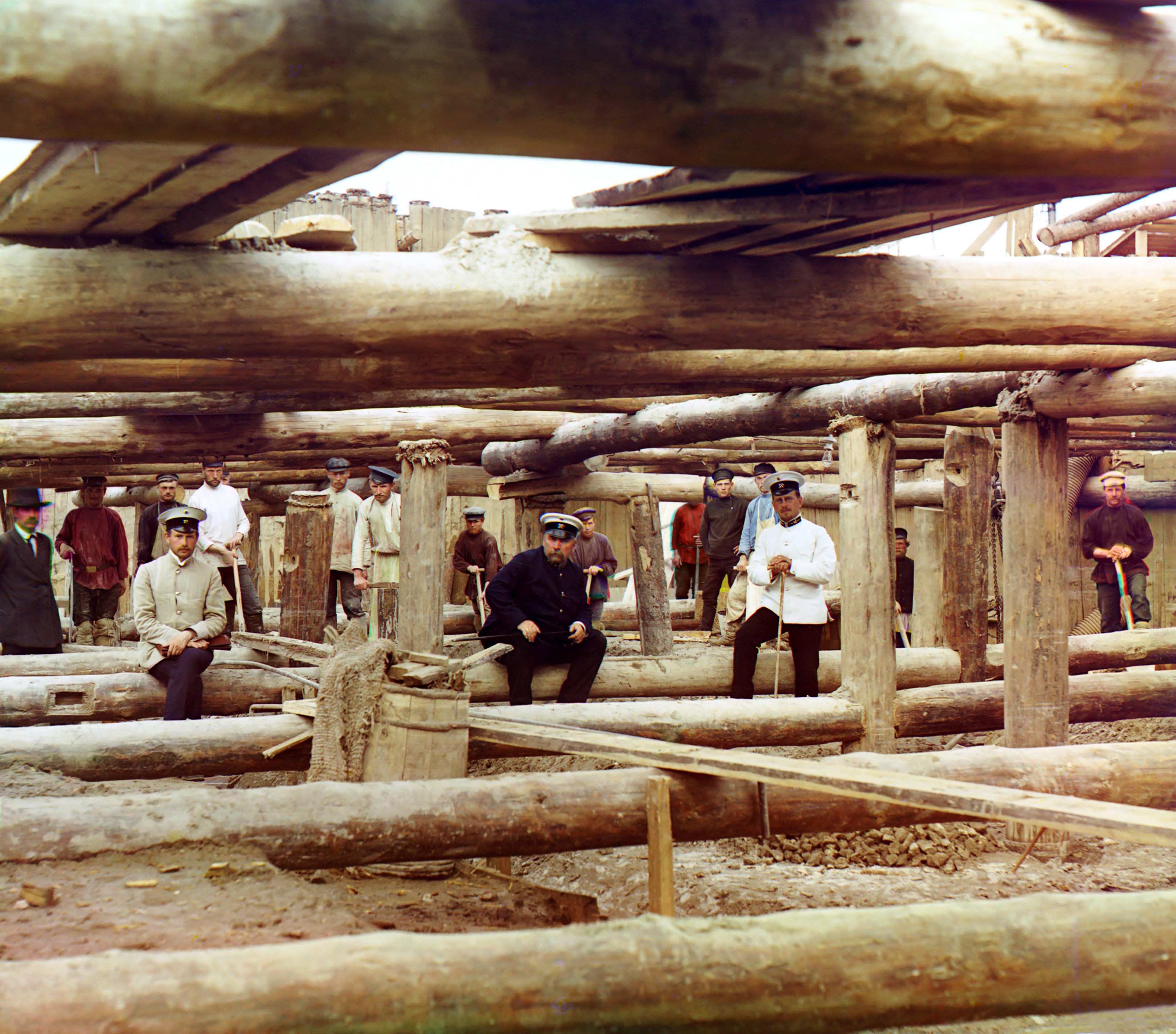
Во время подготовки к заливке фундамента плотинного шлюза. Плотина на Оке в районе Белоомута, Московская губерния. 1912

Самая древняя из известных плотин датирована 3000 годом до нашей эры. Располагалась она в ста километрах от Аммана; это была каменная стена 4,5 метра в высоту и 1 метр в толщину. В 2800/2600 году до нашей эры в 25 километрах от Каира была возведена плотина протяжённостью 102 метра; она была вскоре разрушена ливнем. В середине III века была построена целая система рядом с индийским городом Дхолавира.
Римляне строили весьма разнообразные плотины, в первую очередь — для получения водохранилищ на засушливые периоды; самая высокая римская плотина достигала 50 метров в высоту и была разрушена лишь в 1305 году.
С 1998 года в десятках стран мира ежегодно 14 марта по инициативе организации «Международная сеть рек» отмечается «Международный день действий против плотин» (иначе: «День действий в защиту рек, воды и жизни»).
Активистам движения против плотин уже удалось добиться реальных результатов: в Соединённых Штатах были демонтированы две шестидесятиметровые плотины, а в Швеции принят закон, который запрещает строить плотины более пятнадцати метров в высоту.

## Гравитационные плотины
Давление от масс воды гравитационные плотины воспринимают своей массой. Сопротивление сдвигу происходит за счёт сил трения или сцепления подошвы плотины по основанию. Вследствие этого такие плотины имеют массивный характер, чаще близкое к трапецеидальному сечение в поперечнике.

## Арочные плотины
Арочные плотины давление от масс воды передают на берега ущелья (реже — на искусственные устои). В силу этого такие плотины чаще возводятся в горной местности, где берега сложены прочными породами. Часть нагрузок арочная конструкция передаёт на основание. При этом, чем шире арка, тем больше давление на основание. Это требует увеличение ширины плотины в нижней части, и приводит к появлению арочно-гравитационных плотин. Арочные плотины с контрфорсами в нижней части арки называют арочно-контрфорсными. В них работа арки ограничивается верхней частью, что позволяет применять арочные плотины в более широком диапазоне мест расположения.

## Арочно-гравитационные плотины
Арочно-гравитационные плотины совмещают в себе свойства арочных и гравитационных плотин.

## Контрфорсные плотины
Как и арочные плотины позволяют уменьшить массу тела плотины, её размеры за счёт более эффективной расчётной схемы. Стена в контрфорсной плотине более тонкая, чем в гравитационной благодаря её усилению с низовой стороны подпорными конструкциями (стенами).

## Грунтовые плотины

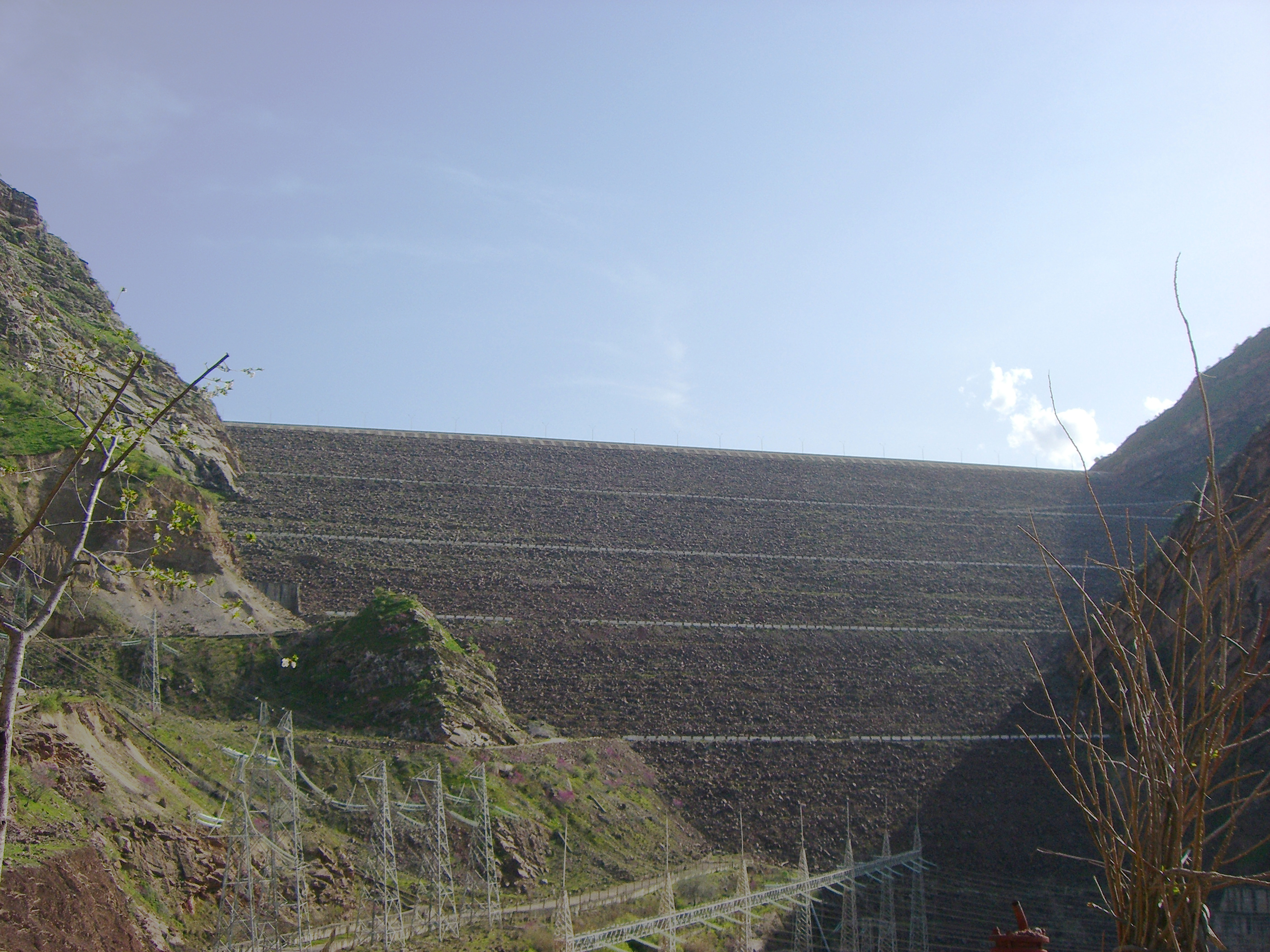
Нурекская плотина — сверхвысокая насыпная каменно-земляная плотина из галечника с центральным ядром из сафедобской супеси.

Грунтовые, или земляная плотина строится из грунтовых материалов, в том числе песчаных, суглинистых, глинистых, как правило, без перелива воды через неё. Обычно форма поперечного сечения приближается к трапецеидальной. Грунтовые плотины просты по конструкции, строительство их возможно в очень широком диапазоне геологических условий. Учитывая это, а также использование при возведение плотины местных строительных материалов, почти полную механизацию труда и сокращение трудозатрат, грунтовые плотины можно считать самым распространённым типом водоподпорного сооружения. Грунтовые плотины относятся к гравитационным плотинам.
Грунтовые плотины были в числе самых первых плотин в истории человечества. С давних пор такие плотины строились и в России. Известна Змеиногорская плотина XVIII века, построенная выдающимся русским инженером Козьмой Фроловым.
Современные грунтовые плотины достигают весьма больших размеров, к примеру, Нурекская плотина достигает высоты трёхсот метров, а плотина Тарбела объёма 130 миллионов кубических метров. География плотин чрезвычайно широка: Вилюйская, Усть-Хантайская, Колымская плотины возведены в условиях вечной мерзлоты, в Средней Азии строится самая высокая в мире Рогунская плотина, существуют плотины на Кавказе — Сарсангская, Мингячевирская, известны плотины на Дальнем Востоке, Карпатах, Крыму.

### Классификация грунтовых плотин
Грунтовые плотины классифицируются по материалу тела плотины, по конструкции, методу производства работ, высоте, типу противофильтрационных устройств в основании.
Низкими считаются плотины высотой до 25 метров, средними в диапазоне 25-75 метров, выше 75 метров — высокие плотины. Особо высокие плотины (более 150 м) относятся к «сверхвысоким».
| Материал                                                                           | Тип конструкции плотин                      | Тип конструкции плотин                                 | Тип конструкции плотин                                 | Тип конструкции плотин |
| Материал                                                                           | Однородная                                  | С центральным ядром                                    | с экраном                                              | с диафрагмой           |
| ---------------------------------------------------------------------------------- | ------------------------------------------- | ------------------------------------------------------ | ------------------------------------------------------ | ---------------------- |
| Земляная                                                                           |                                             |                                                        |                                                        |                        |
| Способ возведения: отсыпка грунта с послойным уплотнением; намыв; наброска взрывом | Способ возведения: намыв; отсыпка           | Способ возведения: намыв; отсыпка                      | Способ возведения: намыв; отсыпка                      |                        |
| Каменно-земляная                                                                   |                                             |                                                        |                                                        |                        |
|                                                                                    | Способ возведения: отсыпка; наброска; намыв | Способ возведения: отсыпка; наброска                   |                                                        |                        |
| Каменная                                                                           |                                             |                                                        |                                                        |                        |
| Способ возведения: наброска взрывом; отсыпка                                       |                                             | Способ возведения: отсыпка; наброска; наброска взрывом | Способ возведения: отсыпка; наброска; наброска взрывом |                        |

### Расчёты грунтовых плотин
При проектирование современных грунтовых плотин проводятся расчёты с учётом напряжённо-деформированного состояния при статических и динамических воздействиях. При проведении расчётов используются компьютеры, а инженеру-проектировщику требуются знания теории упругости и пластичности, ползучести, численных методов. Работа грунта моделируется с учётом наиболее важных его свойств, и применение методов механики сплошных сред позволяет получить весьма близкие к реальности результаты расчётов. Современное проектирование грунтовых плотин учитывает иногда и реологию грунтов.
При проектировании плотин следует провести несколько групп расчётов, среди которых:
- расчёты фильтрации в теле плотины;
- расчёты основания плотины;
- расчёты тела плотины;
- расчёты, связанные с сейсмостойкостью;
- расчёты устойчивости откосов плотины;
- расчёты сопряжения плотины с основанием.

Расчёты фильтрации в теле плотины необходимы для проведения прочих расчётов, например, устойчивости откосов. Фильтрационный поток через плотину влияет на работу плотины в целом. Параметры фильтрационного потока определяют конструкцию как плотины, так и сопутствующих устройств. В ходе расчёта фильтрации определяются скорости движущейся грунтовой воды, фильтрационные расходы через тело плотины, строится гидродинамическая сетка движения фильтрационного потока и депрессионная поверхность (верхняя граница фильтрационного потока в теле плотины).
При расчётах основания определяются осадки основания, несущая способность грунта, прогнозируется уплотнение (консолидация) основания.
Расчёты тела плотины определяют его осадки, проверяются прочность грунтовых материалов, даётся оценка трещинообразования.

### Конструкции грунтовых плотин
Конструкция плотины во многом определяется свойствами местных грунтов, имеющихся вблизи створа. Также на конструирование влияют инженерно-геологическая ситуация места строительства, гидрологические характеристики реки и стока, климатические условия, сейсмичность района, наличие парка необходимых строительных машин.
В ходе конструирования решаются следующие задачи:
- назначаются габаритные размеры сооружения (высота плотины, заложение откосов, ширина гребня, размеры берм);
- выбирается тип укрепления откосов и гребня;
- определяются противофильтрационные устройства в теле плотины;
- разрабатываются дренажные устройства;
- конструируется подземный контур плотины;
- назначается тип сопряжения плотины с основанием и берегами.

## Разрушения плотин и обеспечение безопасности
Ущерб от разрушения плотины может быть чрезвычайно большим. Обусловлено это тем, что разрушение непосредственно конструкции плотины является, зачастую, лишь небольшой частью общего ущерба, в который включаются потери от разрушения сопутствующих сооружений (поскольку плотина почти всегда является лишь частью гидроузла), потери предприятий, производство на которых может быть парализовано в результате прекращения поступления от ГЭС, потери от разрушений, произведённых катастрофическим водосбросом в нижнем бьефе плотины.

### Крупные катастрофы на плотинах
Список некоторых крупных катастроф, произошедших на плотинах.
| Дата                                  | Плотина              | Место                                         | Число погибших | Фото                       | Фото |
| ------------------------------------- | -------------------- | --------------------------------------------- | --- | -------------------------- | --- |
| 12 марта 1928 года                    | Плотина Сент-Френсис | Каньон Сан-Францискито, Береговые хребты, США | около 600 человек | Плотина до катастрофы.     | Кусок бетона из конструкции на расстоянии полмили от прорвавшейся плотины (высота куска примерно 3 метра). Вдали видна сама плотина. |
| 18 августа 1941 года, осень 1943 года | Днепрогэс            | Запорожье, СССР                               | От 20 до 100 тыс. человек. Немецкое командование оценивало свои потери в живой силе в 1500 человек.. Эти числа не подкрепляются никакими документами. | Днепрогэс летом 1942 года. | Разрушения после взрыва ГЭС в 1943 году.                                                                                             |
| 2 декабря 1959 года                   | Плотина Мальпассе    | Лазурный Берег, Франция                       | 423 человека |                            | Остатки плотины. |
| 9 октября 1963 года                   | Плотина Вайонт       | Монте Ток, Беллуно, Италия                    | 2500 человек | Конструкция плотины.       | Город Лонгароне после прохождения катастрофической волны.                                                                            |
| 7 августа 1975 года                   | Плотина Байньцяо     | Чжумадянь, Китай                              | 171 тыс. человек |                            | Плотина после разрушения Архивировано 30 апреля 2012 года. (Арх. ист. Архивировано 30 апреля 2012 года. 2012-04-30)                  |

### Обеспечение безопасности

Международный знак для сооружений и конструкций, сдерживающих разрушительные силы.

В Российской Федерации безопасность гидротехнических сооружений регулируется Федеральным Законом «О безопасности гидротехнических сооружений», принятым Государственной Думой 23 июня 1997 года. Плотины должны проектироваться в соответствии с действующими нормативными документами: строительными нормами и правилами (СНиПами), Государственными стандартами (ГОСТами), ведомственными нормативными документами (РД).
Мероприятия по обеспечению безопасности должны выполняться начиная со стадии проектирования. В ходе возведения плотины должна производиться проверка на соответствие работ, свойств оснований и строительных материалов проектным данным. В ходе эксплуатации сооружения требуется осуществлять натурные наблюдения — мониторинг плотины с помощью контрольно-измерительной аппаратуры. Установка аппаратуры в сооружении должна предусматриваться ещё на стадии проектных работ и обеспечивать, в зависимости от класса сооружения, наблюдения за осадками, горизонтальными смещениями, параметрами фильтрационного потока в теле плотины, температурой, напряжённо-деформированным состоянием и прочим.
Помимо аппаратного мониторинга на всех плотинах следует выполнять натурные визуальные и геодезические наблюдения. Подобные наблюдения позволяют установить фактическое состояние сооружения и определить его соответствие проектным прогнозам, своевременно предотвратить негативные процессы.
Различают два случая несоответствия плотин проектно-нормативным требованиям:
- К1 — потенциально опасное состояние;
- К2 — предаварийное состояние.

Потенциально опасное состояние не вызывает скорого разрушения сооружения, однако требует принятия незамедлительных мер по устранению причин состояния. Предаварийное состояние означает, что в считанные часы может случиться разрушение плотины, требуется эвакуация населения и проведение аварийно-спасательных работ.
Проведение измерений, наличие плана действий в экстренных ситуациях и готовность персонала гидроузла к аварийным ситуациям способны предотвратить аварии и избежать трагических последствий. В 1993 году на Курейской плотине резко возрос фильтрационный расход через насыпь. Произошло вымывание мелкозернистого грунта, на откосах появился и стал расти провал, грозящий катастрофическим прорывом воды через считанные часы. Руководство гидроузла смогло предотвратить катастрофу, резко снизив уровень воды в верхнем бьефе, организовав немедленную засыпку образовывавшейся воронки и кольматацию трещины с верховой стороны глинистым грунтом.